# Ираклий Абашидзе
Вижте пояснителната страница за други личности с името Абашидзе.
Ираклий Висарионович Абашѝдзе (на грузински: ირაკლი ბესარიონის ძე აბაშიძე) е грузински поет. Академик.
В сбориците си като „И тези песни – за моята Грузия“ и „Родина“ разсъждава за историята и съвременността на Грузия и за хуманистичния дълг на твореца.
През 1960 г. става редовен член на Грузинската академия на науките. Главен редактор е на Грузинската съветска енциклопедии (1975 – 1987). Председател на Върховния съвет на Грузинската ССР (1971 – 1990).